# 天城町立北中学校
天城町立北中学校（あまぎちょうりつ きたちゅうがっこう）は、鹿児島県大島郡天城町にある町立中学校。

## 概要
徳之島の北部に位置しており、学校の西には徳之島空港があり、飛行機の離着陸が至近距離から見られる。鹿児島県道80号伊仙亀津徳之島空港線沿いに行くと南には天城町役場、樟南第二高等学校、北には天城町立岡前小学校がある。

## 沿革
- 1948年（昭和23年）3月21日 - 天城町人事審議会の結果，敷地，学級数7，職員数11と決定
- 1948年（昭和23年）4月15日 - 仮校舎(木造茅葺き)4棟完成
- 1954年（昭和29年）1月3日 - ブロック平屋建て校舎完成
- 1955年（昭和30年）6月30日 - 新校舎(2階6教室)完成
- 1961年（昭和36年）1月31日 - 校旗贈呈式
- 1962年（昭和37年）2月19日 - 鉄筋ブロック校舎完成
- 1962年（昭和37年）12月24日 - 校歌及び行進曲誕生
- 1966年（昭和41年）3月16日 - 鉄筋平屋、鉄筋2階完成
- 1977年（昭和52年）3月31日 - 体育館増築工事完了
- 1997年（平成09年）4月30日 - 新校舎完成

## 校区
- 天城町立岡前小学校
  - 与名間分校

## 卒業後の進路
- 卒業後は、町内の樟南第二高等学校、隣町の鹿児島県立徳之島高等学校に進学する生徒が多い。

## 卒業生
- 武建一 - 政治活動家

## その他
旧日本軍の特攻隊員が出撃した飛行場跡が学校のそばにあるが、そこに職員や生徒によって植えられたモクマオウ（木麻黄）林が広がっている。